# Игра Ганнибала
«Игра Ганнибала» (англ. Night Hunter) — канадо-американский триллер режиссёра Дэвида Рэймонда. В главных ролях Генри Кавилл и Бен Кингсли. Премьера фильма состоялась Los Angeles Film Festival 28 сентября 2018 года. В России фильм вышел 29 августа 2019 года.

## Сюжет
Когда на грузовике с лесоматериалами обнаруживают тело молодой женщины, детектив Уолтер Маршалл подозревает, что жертва пошла на верную смерть, спасаясь от похитителя. Прорыв в деле произошел случайно, когда у бывшего судьи Майкла Купера похищают его подопечную Лару. Через трекер в серьгах Лары Маршалл находит ее и других плененных молодых женщин в особняке, принадлежащем Саймону Стюллсу, внешне психически больному человеку. Саймон арестован, и полиция пытается выяснить, несет ли он ответственность за похищения. Изучая дело Саймона, полицейские обнаруживают, что он родился в результате изнасилования, а его мать пыталась покончить жизнь самоубийством, прежде чем родить ребенка.
Пока Саймон находится под стражей, правоохранительные органы становятся мишенью для другого нападения. Техник Мэтью Куинн погиб в результате взрыва автомобиля, а техник Глазов вынужден освободить Саймона, когда угрожают жизни его маленькой дочери. Полиция снова арестовала Саймона за убийство своего отца, как только Купер обнаружил, что Лара пропала. Считая Саймона виновным, Купер устраивает засаду и сильно удивляется, когда видит другого человека, похожего на Саймона. Затем выясняется, что Саймон на самом деле является парой идентичных близнецов, один из которых стоит за похищением, а другой действительно является психически больным. Близнецы убивают Купера и захватывают полицейскую Рэйчел Чейз, прежде чем убежать.
Используя трекер, который Саймон оставил в полицейском участке, команда во главе с Маршаллом находит близнецов у ледяного озера, где они держат Рэйчел и Лару. Лара убегает, и Маршалл берет в заложники брата с умственной отсталостью, чтобы убедить злого брата освободить Рэйчел. После освобождения Рэйчел Маршалл приказывает близнецу с умственной отсталостью обнять своего брата. Умственно отсталый близнец подчиняется, в результате оба брата проваливаются под лед и тонут.
После этого Лара читает письмо от Купера, который благодарит ее за все, что она сделала. Маршалл навещает его дочь Фэй в сопровождении Рэйчел. Подразумевается, что у Маршалла и Рэйчел романтические отношения.

## В ролях
| Актёр               | Роль        |
| ------------------- | ----------- |
| Генри Кавилл        | Маршалл     |
| Бен Кингсли         | Купер       |
| Александра Даддарио | Рэйчел      |
| Минка Келли         | Энджи       |
| Нейтан Филлион      | Мэтью Куинн |
| Стэнли Туччи        | Харпер      |
| Брендан Флетчер     | Саймон      |
| Эмма Тремблей       | Фэй         |
| Элиана Джонс        | Лара        |
| Сара Томпсон        | Джулия      |

## Съёмки фильма
Основные съёмки фильма начались 25 февраля 2017 года в Виннипеге, Манитоба. Производство фильма завершилось 3 апреля 2017 года.

## Критика
На сайте Rotten Tomatoes фильм имеет рейтинг одобрения 15 %, основанный на 34 рецензиях, со средней оценкой 4,02 из 10. На сайте Metacritic он имеет средневзвешенную оценку 31 из 100, основанную на отзывах 10 критиков, что указывает на «в целом неблагоприятные отзывы».